# Архиепархия Уппсалы (католическая)
Архиепархия Уппсалы (лат. Archidioecesis Upsalensis) — упразднённая архиепархия Римско-Католической церкви c центром в городе Уппсала, Швеция. Архиепархия Уппсалы распространяла свою юрисдикцию на всю территорию современной Швеции и часть территории современной Финляндии. В митрополию Уппсалы входила епархия Або. Кафедральным собором архиепархии Уппсалы была  церковь святого Лаврентия.

## История
Во второй половине  XI века была образована епархия Уппсалы, которая выделилась из архиепархии Гамбурга-Бремена (сегодня – Архиепархия Гамбурга). Первоначально епархия Уппсалы входила в митрополию Гамбурга-Бремена. В 1104 году епархия Уппсалы вошла в митрополию Лунда, Швеция.
В 1134 году в епархию Уппсалы была включена часть епархии Сигтуны. В 1152 году кардинал Николас Брейспир (будущий Римский папа Адриан IV) посетил Швецию и провёл в городе Линчёпинг Синод местной шведской церкви. В 1164 году Римский папа Александр III возвёл епархию Уппсалы в ранг архиепархии.
В 1287 году началось строительство собора святого Лаврентия, который был освящён в 1425 году.
Последним епископом архиепархии Уппсалы, находившимся в общении со Святым Престолом, был Олаф Магнус. В 1523 году он был послан королём Густавом I Васой  в Рим, откуда он после усиления в Швеции Реформации уже больше не вернулся. После его смерти 1 августа 1557 года архиепархия Уппсалы была упразднена Святым Престолом.

## Источник
- Pius Bonifacius Gams, Series episcoporum Ecclesiae Catholicae Архивная копия от 26 июня 2015 на Wayback Machine, Leipzig 1931, стр. 339-340  (лат.)
- Konrad Eubel, Hierarchia Catholica Medii Aevi, vol. 1 Архивная копия от 9 июля 2019 на Wayback Machine, стр. 507-508; vol. 2 Архивная копия от 4 октября 2018 на Wayback Machine, стр. 260; vol. 3 Архивная копия от 21 марта 2019 на Wayback Machine, стр. 323  (лат.)
- Johannes Messenius Chronicon episcoporum per Sueciam, Gothiam et Finlandiam, Lipsia 1685, стр. 18-64  (лат.)